# My Little Cello
My Little Cello è un album raccolta di Oscar Pettiford, pubblicato dalla Fantasy Records nel 1964.

## Tracce
Lato A
1. The Pendulum at Falcon's Lair – 4:45 (Oscar Pettiford) – Registrato il 29 dicembre 1953 a New York
2. Tamalpais (Song of Love to the Winds) – 3:54 (Oscar Pettiford) – Registrato il 29 dicembre 1953 a New York
3. Jack, the Fieldstalker – 4:34 (Oscar Pettiford) – Registrato il 29 dicembre 1953 a New York
4. Fru Bruel – 5:20 (Louis Hjulmand) – Registrato il 22 agosto 1959 a Copenaghen (Danimarca)

Lato B
1. Stockholm Sweetin' – 4:15 (Quincy Jones) – Registrato il 29 dicembre 1953 a New York
2. Low and Behold – 3:30 (Oscar Pettiford) – Registrato il 29 dicembre 1953 a New York
3. I Succumb to Temptation – 5:35 (Louis Hjulmand[2]) – Registrato il 22 agosto 1959 a Copenaghen (Danimarca)

## Musicisti
Brani A1, A2, A3, B1 e B2
- Oscar Pettiford - violoncello
- Oscar Pettiford - contrabbasso (solo nel brano: A2)
- Phil Urso - sassofono tenore
- Walter Bishop Jr. - pianoforte
- Julius Watkins - corno francese
- Charles Mingus - contrabbasso (tranne nel brano: A2)
- Percy Brice - batteria
- Quincy Jones - arrangiamenti[3]

Brani A4 e B3
- Oscar Pettiford - contrabbasso
- Jan Johansson - pianoforte
- Louis Hjulmand - vibrafono